# Caspar Memering
Caspar Memering (Bockhorst, 1953. június 1. –) nyugatnémet válogatott Európa-bajnok német labdarúgó, középpályás, majd edző.

## Pályafutása

### Klubcsapatban
A DJK Brockhorst csapatában kezdte a labdarúgást, ahonnan Werder Bremen korosztályos csapatához került. 1971-ben a Hamburger SV színeiben mutatkozott be a Bundesligában, ahol pályafutása jelentős részét töltötte. 1982 és 1984 között a francia Girondins de Bordeaux csapatában szerepelt. 1984 és 1986 között a Schalke 04 labdarúgója volt és itt fejezte be az aktív labdarúgást.

### A válogatottban
1979 és 1980 között három alkalommal szerepelt a nyugatnémet válogatottban. Tagja volt 1980-as Európa-bajnok csapatnak.

## Sikerei, díjai
NSZK
- Európa-bajnokság
  - Európa-bajnok: 1980, Olaszország

 Hamburger SV
- Nyugatnémet bajnokság (Bundesliga)
  - bajnok: 1978–79, 1981–82
  - ezüstérmes: 1975–76 , 1979–80, 1980–81
- Nyugatnémet kupa (DFB Pokal)
  - győztes: 1976
  - döntős: 1974
- Nyugatnémet ligakupa (DFB-Ligapokal)
  - győztes: 1973
- Bajnokcsapatok Európa-kupája (BEK)
  - döntős: 1979–80
- Kupagyőztesek Európa-kupája (KEK)
  - győztes: 1976–77
- UEFA-kupa
  - döntős: 1981–82
- UEFA-szuperkupa
  - döntős: 1977